# Utricularia delicatula
Utricularia delicatula este o specie de plante carnivore din genul Utricularia, familia Lentibulariaceae, ordinul Lamiales, descrisă de Thomas Frederic Cheeseman. Conform Catalogue of Life specia Utricularia delicatula nu are subspecii cunoscute.